# Гурбанлы, Асиман Фатулла оглы
Асиман Фатулла оглы Гурбанов (азерб. Qurbanlı Asiman Fətulla oğlu; род. 10 августа 1992, Зангелан, Азербайджан) — азербайджанский каратист. Обладатель первого дана. Член сборной Азербайджана по каратэ. Чемпион Европейских игр 2019 года. Победитель и призёр кубка мира, серебряный призёр чемпионата мира по карате WSKF, победитель командного чемпионата Европы 2014 года, победитель командных соревнований III Исламских игр солидарности.

## Биография
Асиман Гурбанлы родился 10 августа 1992 года в селе Минджеван Зангиланского района Азербайджана. В 1993 году переехал вместе с семьей в Баку. Обучался в средней образовательной школе № 146 города Баку. В 2011—2015 годах являлся студентом факультета рукопашных видов спорта Азербайджанской государственной академии физической культуры и спорта.

## Спортивная карьера
Так как отец Асимана — Фатулла Гурбанлы был каратистом, то Асиман уже с 3 лет начал заниматься этим видом спорта под руководством отца. С 9 лет начал посещать спортивную школу карате в городе Баку. Первым профессиональным тренером спортсмена был опытный наставник Сеймур Худавердиев. Занимался под руководством С.Худавердиева до 13 лет. Далее переходит в спецгруппу, где тренером Асимана становится брат Сеймура Худавердиева — Шахин Худавердиев. В данной группе идет подготовка членов национальной сборной Азербайджана по карате к международным соревнованиям. Непосредственно в сборную страны Асиман был привлечен в возрасте 17 лет, где занимается под руководством Рахмана Хатамова. 12 августа 2011 года Всемирная федерация шотокан карате-до удостоила Асимана Гурбанлы дипломом чёрного пояса и уровнем 1-го дана.

### Травма
В сентябре 2014 года, из-за тяжелой травмы крестообразной связки правого колена, полученной на 5-м международном турнире «Baku Open», выбыл из соревнований на полгода. Асиману была сделана срочная операция в Стамбуле, через полтора месяца после которой он приступил к легким индивидуальным тренировкам. И лишь через пять месяцев начал тренироваться вместе с национальной сборной страны.

## Тренерская карьера
В январе 2016 года Асиман Гурбанлы, вместе с другим членом сборной Азербайджана по карате Айханом Мамаевым, открыл в Баку школу карате для детей и взрослых, где параллельно со спортивной карьерой ведет тренерскую деятельность. Официальную тренерскую лицензию получил в 2012 году со стороны Федерации Каратэ Азербайджана.

## Достижения

### Чемпионаты Азербайджана
| № | Дата                | Место             | Соревнование                | Версия    | Вес    | Место   |
| - | ------------------- | ----------------- | --------------------------- | --------- | ------ | ------- |
| 1 | 1 июня, 2008        | Баку, Азербайджан | Чемпионат Азербайджана      | Юниоры    | +78 кг | Золото  |
| 2 | 18-19 декабря, 2009 | Баку, Азербайджан | 17-й чемпионат Азербайджана | 16-17 лет | +76 кг | Золото  |
| 3 | 12-13 ноября, 2010  | Баку, Азербайджан | 18-й чемпионат Азербайджана | 18-20 лет | +78 кг | Серебро |
| 4 | 26 марта, 2011      | Баку, Азербайджан | 19-й чемпионат Азербайджана | Кумите    | -84 кг | Золото  |
| 5 | 18 марта, 2012      | Баку, Азербайджан | 20-й чемпионат Азербайджана | Кумите    | -84 кг | Серебро |
| 6 | 8-9 марта, 2013     | Баку, Азербайджан | 21-й чемпионат Азербайджана | Кумите    | -84 кг | Серебро |
| 7 | 9 марта, 2014       | Баку, Азербайджан | 22-й чемпионат Азербайджана | Кумите    | +84 кг | Серебро |
| 8 | 4-5 декабря, 2015   | Баку, Азербайджан | 23-й чемпионат Азербайджана | Кумите    | +84 кг | Бронза  |

### Чемпионаты Европы
| № | Дата               | Место              | Соревнование                    | Версия                           | Вес    | Место  |
| - | ------------------ | ------------------ | ------------------------------- | -------------------------------- | ------ | ------ |
| 1 | 10-12 февраля 2012 | Баку, Азербайджан  | 39-й Чемпионат Европы           | Юниоры                           | +70 кг | Золото |
| 2 | 9-10 июня 2012     | Москва, Россия     | 10-й командный Чемпионат Европы | Команда Баку                     | -      | Золото |
| 3 | 12 мая 2014        | Тампере, Финляндия | Чемпионат Европы                | Командные соревнования по кумите | -      | Золото |
| 4 | 21 марта, 2015     | Истанбул, Турция   | Чемпионат Европы                | Командные соревнования           | -      | Бронза |

### «Baku Open»
| № | Дата                 | Место             | Соревнование            | Версия                      | Вес    | Место   |
| - | -------------------- | ----------------- | ----------------------- | --------------------------- | ------ | ------- |
| 1 | 2-4 сентября, 2011   | Баку, Азербайджан | II меж/тур «Baku Open»  | Индивидуальные соревнования | +84 кг | Серебро |
| 2 | 28-30 сентября, 2012 | Баку, Азербайджан | III меж/тур «Baku Open» | Индивидуальные соревнования | +84 кг | Золото  |
| 3 | 28-30 сентября, 2012 | Баку, Азербайджан | III меж/тур «Baku Open» | Командные соревнования      | -      | Бронза  |
| 4 | 6 декабря, 2013      | Баку, Азербайджан | IV меж/тур «Baku Open»  | Индивидуальные соревнования | +84 кг | Золото  |
| 5 | 7 декабря, 2013      | Баку, Азербайджан | IV меж/тур «Baku Open»  | Командные соревнования      | -      | Золото  |
| 6 | 12 сентября, 2014    | Баку, Азербайджан | V меж/тур «Baku Open»   | Индивидуальные соревнования | +84 кг | Серебро |
| 7 | 13 сентября, 2014    | Баку, Азербайджан | V меж/тур «Baku Open»   | Командные соревнования      | -      | Золото  |

### «Basel Open Masters»
| № | Дата             | Место             | Соревнование           | Версия     | Вес    | Место  |
| - | ---------------- | ----------------- | ---------------------- | ---------- | ------ | ------ |
| 1 | 29 октября 2011  | Базель, Швейцария | «2.Basel Open Masters» | Кумите 18+ | -84 кг | Золото |
| 2 | 12 сентября 2015 | Базель, Швейцария | «Basel Open Masters»   | Кумите     | +84 кг | Золото |

### Международные турниры
| №  | Дата               | Место                | Соревнование                           | Версия                      | Вес    | Место   |
| -- | ------------------ | -------------------- | -------------------------------------- | --------------------------- | ------ | ------- |
| 1  | 12-13 августа 2011 | Токио, Япония        | Чемпионат Мира                         | Кумите                      | -80 кг | Серебро |
| 2  | 7-8 апреля 2012    | Москва, Россия       | «Кубок Успеха» всерос.сорев. по карате | +18 лет, кумите             | -84 кг | Серебро |
| 3  | 12-15 июля 2012    | Братислава, Словакия | 8-я всемирная универсиада по карате    | Командные соревнования      | -      | Бронза  |
| 4  | 25 сентября 2013   | Палембанг, Индонезия | III Исламские игры солидарности        | Командные соревнования      | -      | Золото  |
| 5  | январь, 2014       | Париж, Франция       | Открытый чемпионат Парижа              | Премьер-лига WKF            | +84 кг | Бронза  |
| 6  | 16-17 мая, 2014    | Баку, Азербайджан    | «Caspian Cup»                          | Командные соревнования      | -      | Золото  |
| 7  | 1 марта, 2015      | Шарм-эш-Шейх, Египет | Этап Премьер-Лиги Karate1              | Кумите                      | +84 кг | Серебро |
| 8  | 6-9 августа, 2015  | Эрзурум, Турция      | 12-й меж/тур «Паландокен»              | индивидуальные соревнования | +84 кг | Золото  |
| 9  | 6-9 августа, 2015  | Эрзурум, Турция      | 12-й меж/тур «Паландокен»              | Командные соревнования      | -      | Золото  |
| 10 | 20-21 августа 2015 | Урмия, Иран          | 11-й международный турнир              | Версия WKF                  | +84 кг | Бронза  |
| 11 | 26-27 марта 2016   | Стамбул, Турция      | 29-й Открытый чемпионат «Богазичи»     | кумите                      | +84 кг | Бронза  |
| 11 | 19-20 октября 2024 | Минск, Белоруссия    | «Belarus Open-2024»                    | кумите                      | +84 кг | Золото  |